# Friedrich Friesen

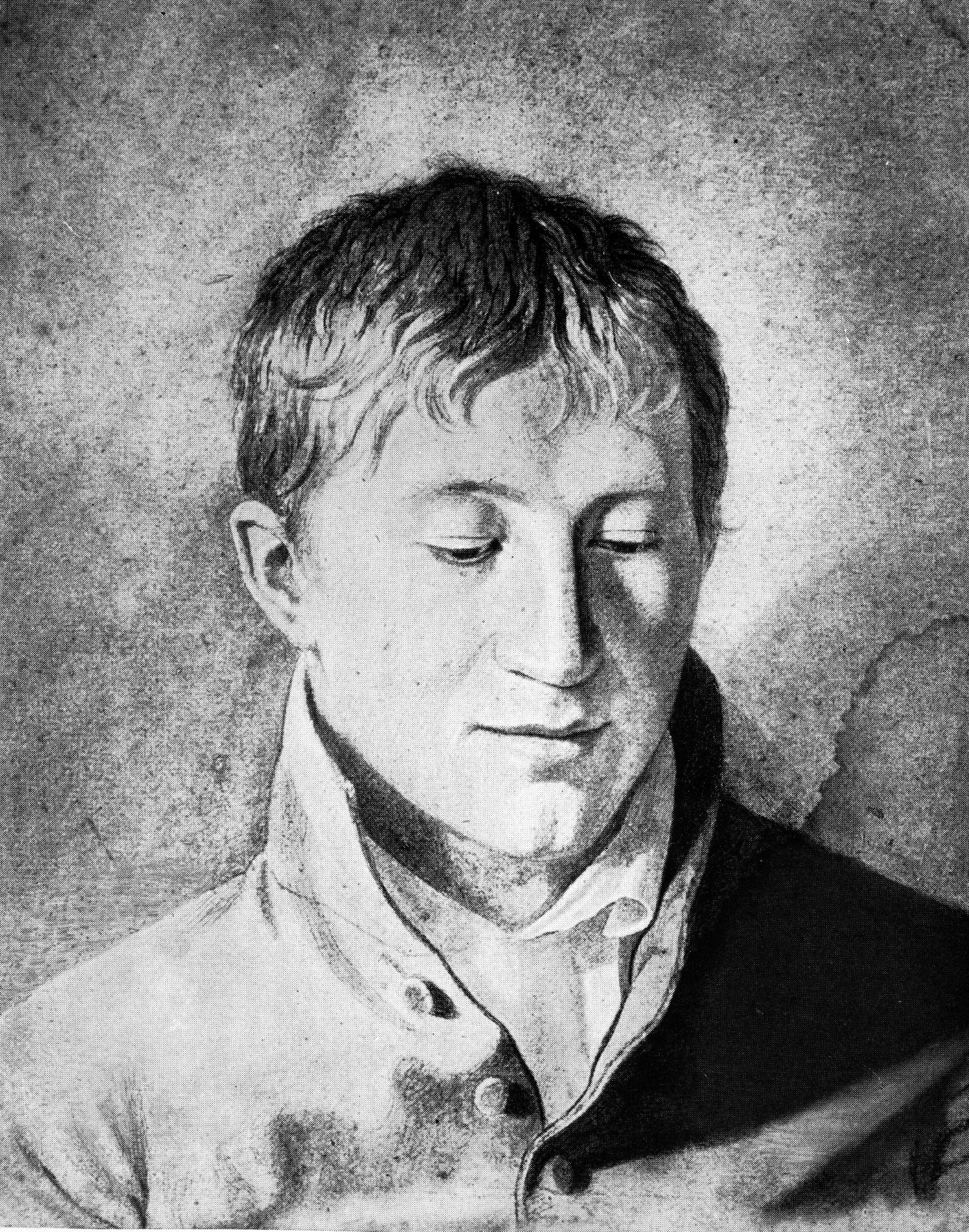
Friedrich Friesen

Karl Friedrich Friesen (* 25. September 1784 in Magdeburg; † 16. März 1814 bei Lalobbe, Département Ardennes, Frankreich) war Mitbegründer der deutschen Turnkunst, Pädagoge und republikanisch-nationaler Freiheitskämpfer.

## Leben
Friesen war der Sohn eines Buchhalters. Er besuchte zunächst die Altstädter Bürgerschule in Magdeburg. Sein Lehrer war Georg Samuel Albert Mellin, der Friesen bereits früh die Ethik Immanuel Kants nahebrachte. 1801 und 1802 lernte Friesen an der Bauakademie in Berlin u. a. Landvermessung, interessierte sich dann jedoch stärker für Pädagogik und Philosophie. Von 1806 bis 1811 wurde er von Alexander von Humboldt zur Ausarbeitung des mexikanischen Atlas herangezogen und wirkte, inspiriert durch Johann Gottlieb Fichtes Reden an die deutsche Nation seit 1808 mit Friedrich Ludwig Jahn und Wilhelm Harnisch zusammen an Johann Ernst Plamanns nach Pestalozzis Grundsätzen eingerichteter Plamannscher Erziehungsanstalt.
In den Jahren der Begründung der deutschen Turnkunst durch Jahn wirkte er aktiv mit. Er gründete 1808 eine Fechtbodengesellschaft, in der neben Fechten auch politische Diskussionen, vor dem Hintergrund des 1806 durch Napoleon besetzten Vaterlandes, erfolgten. Friesen leitete in Berlin zeitweise den Turnkünstlerverein, entwickelte viele neue Turnübungen und gründete an der Berliner Unterbaumbrücke eine der ersten deutschen Schwimmanstalten.
1808 war er als Kundschafter für Ferdinand von Schill und dessen militärische Gruppe tätig und spionierte in Magdeburg.
Zusammen mit Wilhelm Harnisch, Friedrich Ludwig Jahn und anderen gründete er 1810 den Deutschen Bund. Dieser Geheimbund verfolgte das Ziel einer bewaffneten Erhebung und einer sittlichen Erneuerung des Volkes.
Friesen verfasste zusammen mit Jahn die Denkschrift Ordnung und Einrichtung der deutschen Burschenschaften und hatte einen erheblichen Anteil an der Burschenschaftsbewegung.

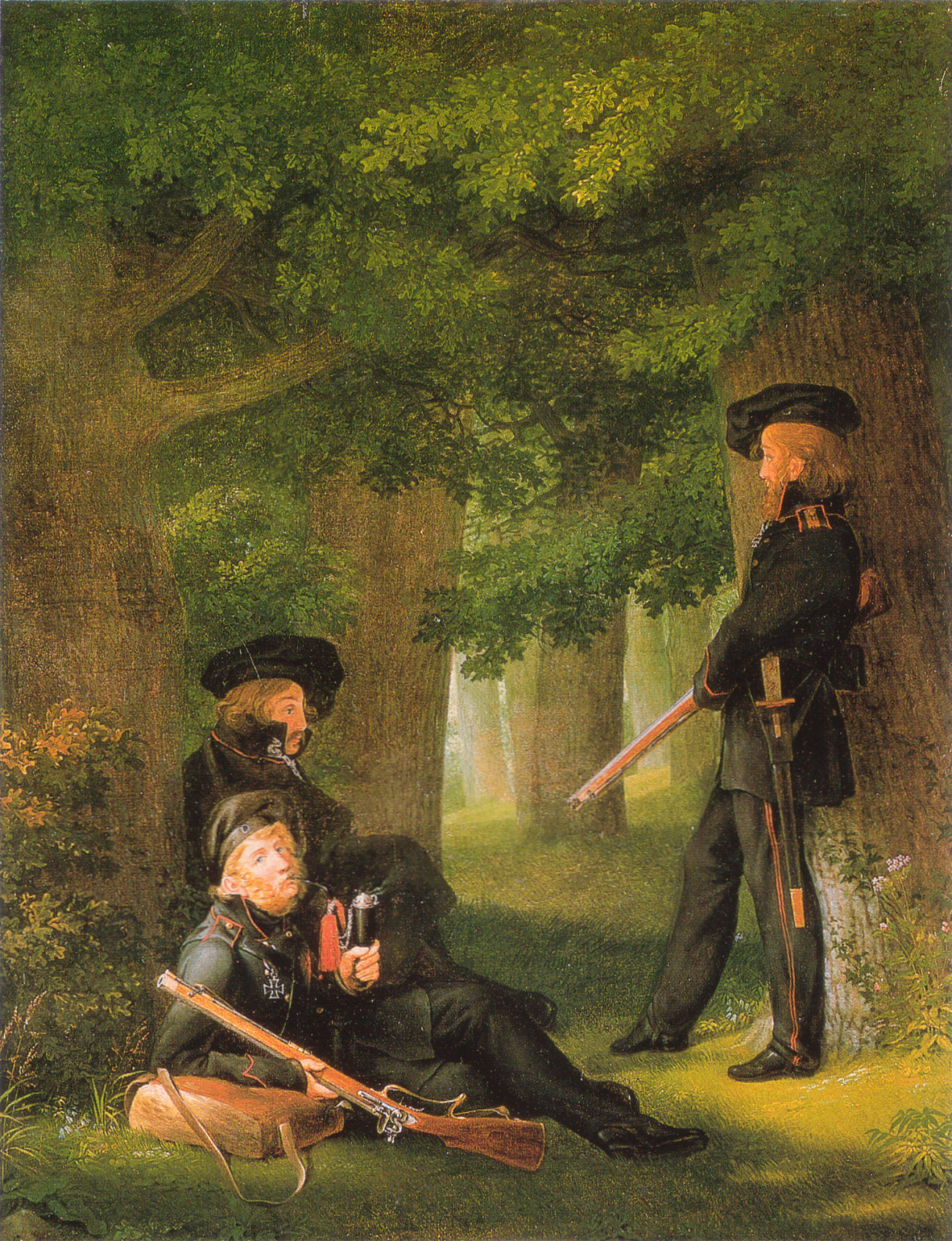
Friesen (stehend, rechts), Körner und Heinrich Hartmann auf Vorposten (Gemälde von Georg Friedrich Kersting 1815)

Er bereitete 1812 aktiv die Erhebung gegen Napoleon vor. 1813 war er in Gemeinschaft mit Ludwig Adolf Wilhelm Freiherr von Lützow einer der Hauptwerber und Gestalter von dessen Freischar, der er dann als Offizier und Adjutant Lützows angehörte. Dem Überfall bei Kitzen entging er zusammen mit Theodor Körner, der dann bei Gadebusch in seinen Armen starb.
1814 fiel er in den Befreiungskriegen. Nach dem Überfall des Priestschen russisch-preußischen Korps durch Napoleon von Reims in die Ardennen versprengt, wurde er am 16. März bei dem Dorf Lalobbe von lothringischen Hilfstruppen gefangen genommen und erschlagen.
Es erfolgte eine längere Suche nach Friesen. 1816 fand sein Freund August von Vietinghoff die sterblichen Überreste. Eine angemessene Beerdigung war auf Grund der politischen Situation, infolge des Wartburgfestes (1817) und der Demagogenverfolgung (1819), zunächst nicht möglich.

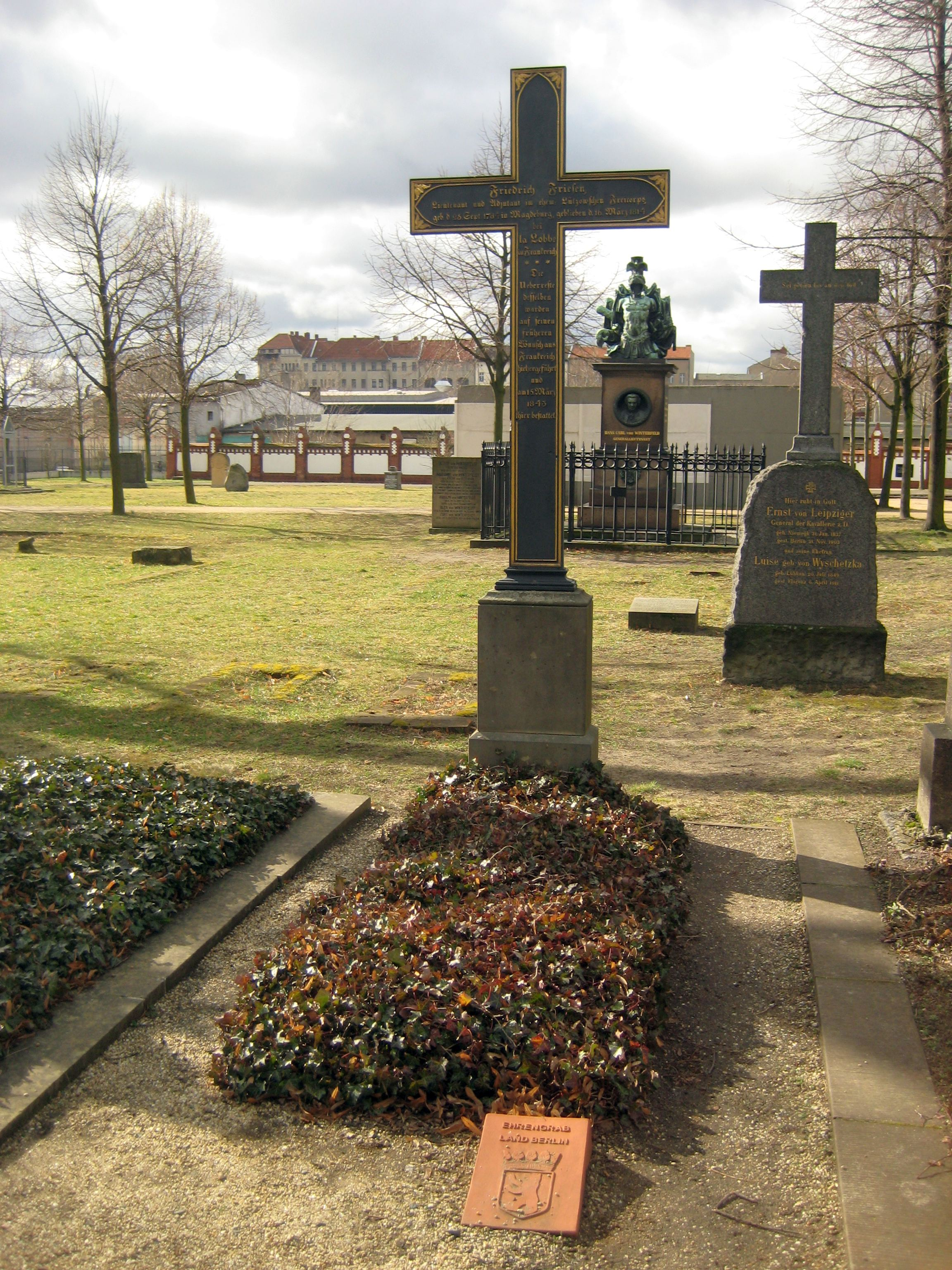
Grabstätte auf dem Invalidenfriedhof, Berlin

Seine Gebeine ruhen seit 1843 auf dem Invalidenfriedhof in Berlin in der Nähe von denen Scharnhorsts.

## Ehrungen

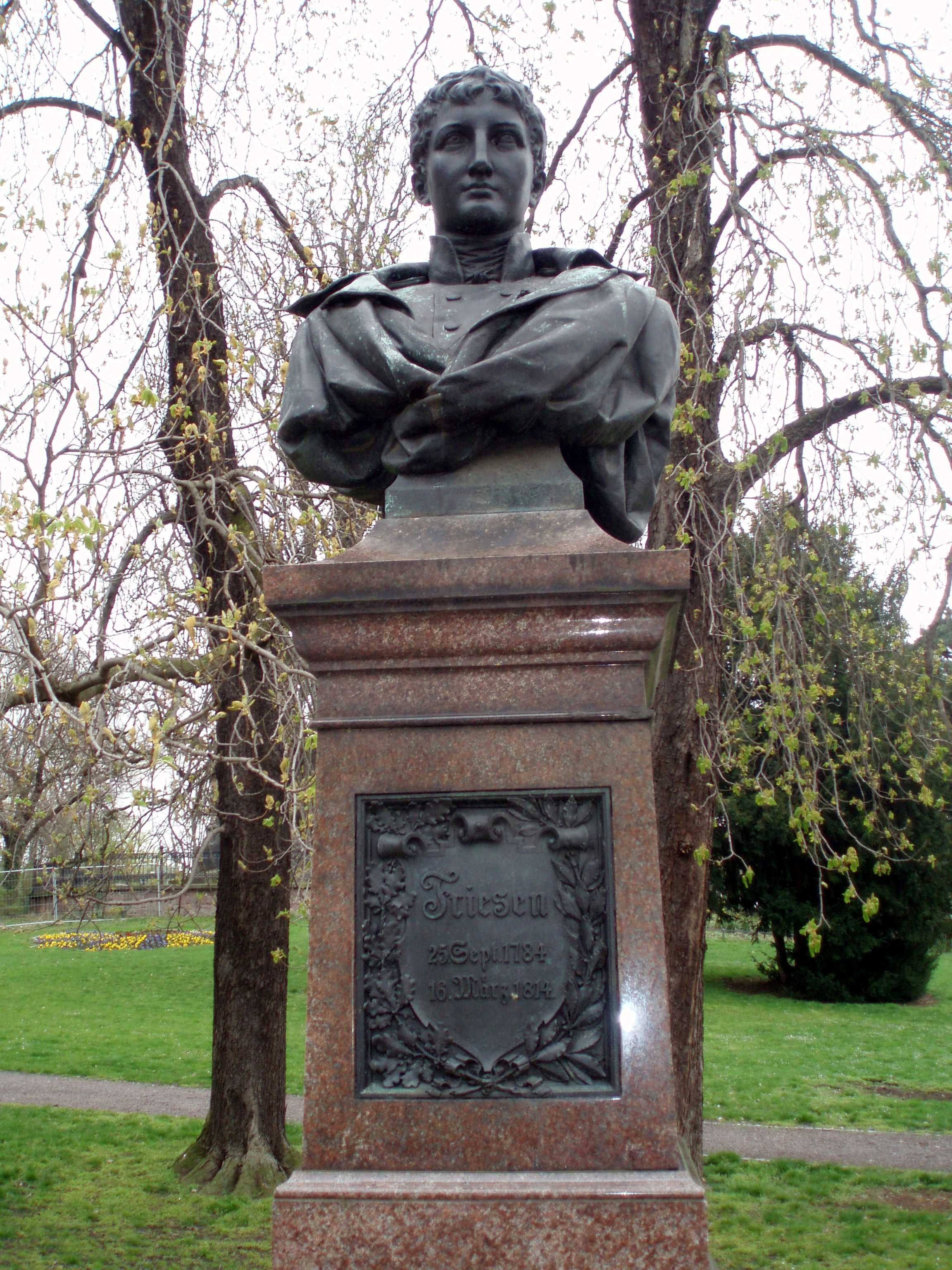
Friesendenkmal in Magdeburg von 1893, Büste geschaffen von Ernst Habs

Seine Heimatstadt Magdeburg ehrte ihn unter anderem durch die Benennung einer Straße (Friesenstraße). Ferner steht in Magdeburg im Fürstenwallpark an der Hegelstraße das Friesen-Denkmal.
Eichenau bei München hat eine Friesenstraße und ein Bürgerzentrum „Friesenhalle“ (ehemalige Sporthalle von 1937). In Wittstock/Dosse steht ein Friesen-Jahn-Körner-Denkmal und in Oberhausen gibt es eine Sportanlage „Friesenhügel“. In Halle sind die Friesenstraße und die in dieser liegende Grundschule nach ihm benannt, weswegen dieser Stadtteil auch „Friesenviertel“ heißt. In Wien-Favoriten wurde der Friesenplatz 1897 nach Friedrich Friesen benannt.
In Berlin trägt die Friesenstraße im Stadtbezirk Kreuzberg seit 1884 seinen Namen, sowie seit 1936 die Hauptallee des Olympiaparks; des Weiteren ein Gebäude des Deutschen Sportforums und der Hof („Friesenhof“). Anlässlich der III. Weltfestspiele der Jugend und Studenten 1951 im Volkspark Friedrichshain in Berlin wurde ein großes Freiluft-Schwimmstadion errichtet, das den Namen Karl-Friedrich-Friesen-Stadion erhielt.
Das Stadion bestand aus einem 50-Meter-Wettkampfbecken und einem Sprungbecken mit einem 10 Meter hohen Sprungturm und hatte amphitheatrische Tribünen für bis zu 8000 Zuschauer. Genutzt wurde das Stadion für den Kinder-, Jugend- und Leistungssport. In den späten 1970er Jahren wurde das Stadion mittels einer verschiebbaren Dachkonstruktion wetterunabhängiger. Bei den großen Umgestaltungen nach 1990 wurde das Stadion abgetragen, womit die Ehrung des Sportlers vorbei war. In Sangerhausen trägt der Sportpark den Namen Friesenstadion.
Heutzutage ist der Friesenkampf, ein sportlicher Mehrkampf, nach ihm benannt.
Seine Grabstätte ist als Ehrengrab der Stadt Berlin gewidmet.
Im Jahr 1940 wurde eine „Kameradschaft im NSD-Studentenbund der NSDAP an der Universität Heidelberg“ unter dem Namen „Friedrich Friesen“ vom Reichsstudentenführer eingerichtet. Sie trug folgenden Wahlspruch: „Kein Tod ist herrlicher als der ein Leben bringt, kein Leben edler, als das aus dem Tod entspringt.“
Die AfD Sachsen-Anhalt hat die von ihr unterstützte politische Landesstiftung (Friedrich-Friesen-Stiftung) nach Friesen benannt.

## Friesen in der Literatur
Literarischen Niederschlag fand er unter anderem bei Ernst Moritz Arndt („Es thront am Elbestrande“), Max von Schenkendorf, Karl Immermann (in den „Epigonen“) sowie in Jahns Einleitung zur „Deutschen Turnkunst“. Biografien verfassten Schiele (Berlin 1875) und Euler (1885).

## Filme
- Lützower (DDR 1972, Regie Werner W. Wallroth, mit Jürgen Reuter in der Rolle von Friesen)